# Arria Ly
Arria Ly (nombre real Joséphine Gondon ; 24 de marzo de 1881 - 19 de diciembre de 1934) fue una periodista, escritora, conferencista y feminista radical francesa de principios del siglo XX. Ly, conocida por su estilo retórico agresivo y apasionado, popularizó ideas feministas radicales, defendiendo el celibato perpetuo y lanzando una sólida campaña contra el matrimonio. Ganó notoriedad a nivel nacional en Francia a raíz del famoso asunto Ly-Massat de 1911. Las ideas radicales de Ly sobre las relaciones sexuales entre hombres y mujeres la diferenciaron del principal movimiento feminista francés y generaron una controversia significativa tanto entre el público como entre sus pares feministas.  La notoriedad de Ly como alternativa radical al feminismo dominante le hizo ganar muchos apodos, entre ellos "Cadette de Gascogne", la "Monja Laica" y la "Virgen de la Pistola". 

## Vida familiar y educación religiosa
Ly nació el 24 de marzo de 1881 en Cayran, Francia. Tuvo una educación familiar protegida y fue educada casi exclusivamente por su madre, Fanny Gondon, una católica ferviente que fue educada en un internado de un convento. Aunque el padre de Ly era un republicano anticlerical que trabajaba como inventor, creía que una educación católica estricta era lo más apropiado para sus hijas.  Como resultado, Ly solo asistió a una escuela convencional durante dos años, y el resto de su educación provino de su madre y tutores privados. 
Al asumir la responsabilidad casi exclusiva de la educación de Ly, Madame Gondon le transmitió a su hija nociones católicas sobre la sexualidad y la pureza.  Después de completar su educación católica, Fanny Gondon deseaba convertirse en monja y pidió a sus padres que le permitieran tomar sus votos.  Sin embargo, su madre denegó su petición y la obligó a casarse con Monsieur Gondon.  En sus escritos, las opiniones de Madame Gondon sobre la sexualidad, la moralidad y el matrimonio reflejan los argumentos radicales expuestos más tarde por su hija.  Madame Gondon argumentó que todas las relaciones sexuales eran inherentemente inmorales y que la virginidad proporcionaba la única vía para que una mujer mantuviera su pureza.  Ella culpó específicamente a los hombres por estropear la pureza de las mujeres, señalando sus deseos inmundos y deshonrosos como la fuente de la inmoralidad.  Los escritos de Gondon transmiten además el conflicto psicológico de su matrimonio forzado con Monsieur Gondon y la posterior pérdida de su virginidad.  En respuesta a su propia experiencia, Madame Gondon mantuvo altas expectativas morales para su hija y esperaba que ella fuera la encarnación de la pureza. 
Para aumentar aún más el aislamiento de Ly de la sociedad en general, sus padres insistieron en acompañarla en público y se negaron a llevarla a una variedad de espacios culturales, incluidos museos, teatros y cines.  Además, debido a que sus padres temían la influencia corruptora de otros niños, a Ly también se le prohibió tener amigos. 
Como resultado de su educación católica aislada, Ly no estuvo expuesta a las realidades de las relaciones sexuales entre hombres y mujeres hasta 1903, cuando ella, con veintidós años en ese momento, leyó un informe feminista sobre la prostitución.  En un artículo autobiográfico titulado "¡La Horrible Revelación!", Ly recordó este descubrimiento como un momento extraordinariamente doloroso de su joven vida.  Después de leer el informe, Ly exigió una aclaración a sus padres. Sin embargo, en su escrito, señaló las explicaciones de su madre como fuente de mayor confusión.  La experiencia de Ly fue relativamente común para muchas jóvenes francesas a las que su educación protegida en internados católicos mantenía ignorantes sobre los actos sexuales.  Sin embargo, cada una de estas mujeres interpretó y respondió a su experiencia reveladora de maneras únicas.  Para Ly, aunque mantuvo puntos de vista anticlericales y ateos más adelante en su vida, la repulsión que experimentó como resultado de descubrir las relaciones sexuales entre hombres y mujeres fue formativa a la hora de dar forma a sus compromisos con la virginidad perpetua y sus puntos de vista contra el matrimonio. El padre de Ly falleció ese mismo año, cuando Ly tenía veintidós años.  Después de su muerte, Ly y su madre continuaron viviendo juntas durante treinta y un años.  Mientras se movían de un lugar a otro, Madame Gondon apoyó tanto la participación de Ly en el movimiento feminista como su carrera profesional.  Ante la responsabilidad de mantenerse a sí misma y a su madre, Ly buscó trabajo como periodista y maestra. 

## Papel en el movimiento feminista francés
En los primeros años de su carrera feminista, la visión de Ly se centró tanto en reclamar el término "Mademoiselle" como una etiqueta estimada para mujeres trabajadoras solteras como ella, como en apoyar la autonomía de las mujeres jóvenes para seguir caminos distintos al matrimonio.  En una conferencia pública pronunciada en 1902, Ly habló directamente a las jóvenes que ingresaban a la fuerza laboral profesional y les encargó la tarea de demostrar que las mujeres eran capaces de ocupar las profesiones que recién estaban disponibles para ellas.  En esta conferencia y durante el resto de su carrera feminista, el activismo de Ly distinguió específicamente entre la generación mayor de mujeres casadas y la generación más joven de mujeres solteras.  Ella caracterizó a las mujeres casadas como mujeres esclavizadas del hogar que eran altamente susceptibles a la influencia masculina y argumentó que debido a esta susceptibilidad, las mujeres casadas eran en última instancia perjudiciales para el movimiento feminista moderno de la generación más joven.  Continuando con el mensaje proporcionado en la conferencia pública que pronunció en 1902, de 1902 a 1903, Ly publicó una columna semanal en el Réveil du Dauphiné, en la que documentaba el avance de las mujeres de clase media más allá de los puestos administrativos y hacia una variedad de puestos. profesiones liberales.  En sus columnas, a menudo destacaba la admisión de mujeres a las universidades para estudiar derecho, medicina y farmacia, y analizaba el potencial emergente de las mujeres para ganar salarios sustanciales y construir una vida independiente.  Con el tiempo, los escritos y las declaraciones públicas de Ly se volvieron más divisivos y su visión comenzó a centrarse más estrechamente en la importancia de la virginidad y la soltería perpetuas. 

### Contribuciones radicales

#### Campaña contra el matrimonio
Basándose en sus primeras caracterizaciones de las mujeres casadas como perjudiciales para el movimiento feminista moderno, en 1908, Ly publicó un artículo titulado "El año nuevo de la joven" que animaba a las mujeres jóvenes solteras a resistir con confianza la presión de sus padres para casarse.  En artículos similares, Ly a menudo incluía historias ficticias sobre mujeres jóvenes que sucumbieron a la presión externa para casarse, proveniente de sus padres y de la sociedad en general.  Ly utilizó este tipo de historias para enfatizar el matrimonio como una transición repentina que roba a las jóvenes prometedoras su libertad intelectual. En un artículo posterior, publicado en 1910, Ly adoptó una crítica controvertida de las mujeres casadas refiriéndose a ellas como " femmes à la mer ", o "mujeres costeras" que estaban esclavizadas a las exigencias del trabajo doméstico no remunerado.  En el artículo, Ly distinguía específicamente entre los dos caminos potenciales que enfrentaban las mujeres, delineando a las mujeres casadas como inferiores al hombre y a las mujeres jóvenes y solteras como las mujeres inteligentes y de espíritu libre del mañana. 
Como parte de su énfasis en la necesidad de autonomía femenina, Ly también describió específicamente el matrimonio como un método para degradar el estatus legal de la mujer al de menor y argumentó que era necesario que todas las mujeres rechazaran la dependencia social y política impuesta por el matrimonio.  Ly a menudo lanzaba duras críticas contra las mujeres casadas, argumentando que su matrimonio es una prueba de su incapacidad para resistir la tentación de los hombres y la finalidad de su pérdida de virtud.  En ocasiones, expresó simpatía por las mujeres obligadas a casarse por presiones sociales y familiares; sin embargo, en general, sus escritos tendieron a trazar distinciones intransigentes entre la naturaleza sagrada de la virginidad y la naturaleza mancillada de las mujeres casadas. 

#### Abstinencia perpetua
En 1902, Ly también comenzó a escribir y publicar artículos defendiendo el celibato incondicional como una parte importante del movimiento feminista.  Sus puntos de vista sobre las relaciones sexuales diferían marcadamente de los de las feministas tradicionales.  Abogó por el celibato incondicional de las mujeres y defendió la virginidad permanente como la única manera de que las mujeres se liberen de la humillación inherente de los actos sexuales entre hombres y mujeres y eviten la degradación de su pureza.  En 1905, publicó un artículo titulado "Restons Mademoiselle" en La Femme affranchie que animaba a todas las jóvenes francesas a permanecer vírgenes de por vida.  Las colegas feministas de Ly respondieron a este artículo y a otros de naturaleza similar argumentando que la noción de virginidad de Ly era tonta e ingenua y pedía injustamente a las mujeres que se separaran efectivamente de las condiciones sociales y políticas predominantes de la Tercera República. 
Seis años más tarde, en junio de 1911, publicó su artículo más controvertido y famoso, “Vive 'Mademoiselle!'”, que se basó en argumentos anteriores al vincular el celibato incondicional con la necesidad de autonomía femenina y señalar específicamente la virginidad como el honor más alto del feminismo. 
El artículo de Ly "Vive 'Mademoiselle!'" se inspiró en los debates populares en el otoño de 1910 sobre si el término "Madame" debería usarse para referirse tanto a mujeres solteras como casadas, en lugar de seguir distinguiendo entre las dos.  Con el objetivo de mitigar la continua estigmatización de las mujeres solteras, la mayoría del público estaba a favor de aplicar el término "Madame" a todas las mujeres.  Ly, sin embargo, rechazó el uso de "Madame", argumentando que el término implicaba la permanencia de la subordinación psicosexual de las mujeres a los hombres y su condición de dependencia en el matrimonio.  Ly prefirió reclamar el término "Mademoiselle" como símbolo de la autonomía única de las mujeres trabajadoras solteras en la Francia del siglo XX. Ly usó este término para abarcar la necesidad de que las mujeres solteras conserven su independencia y pureza absteniéndose tanto del matrimonio como de todas las relaciones sexuales con hombres.  Sin embargo, debido a que su argumento era altamente antagónico hacia las mujeres casadas, caracterizando a las esposas como mujeres manchadas, similares a las prostitutas, recibió fuertes críticas por su artículo. 
De 1904 a 1911, Ly también mantuvo comunicaciones frecuentes con otras destacadas feministas francesas para discutir cuestiones relacionadas con los ideales y prácticas sexuales.  Ly utilizó esta retroalimentación para revisar y pulir continuamente su doctrina, hasta la publicación de “Vive 'Mademoiselle!'”.  Durante este tiempo, Ly llegó a comprender que sus ideas la separaban de las feministas tradicionales y, en el artículo, reconoció específicamente su incapacidad para reunir a otras mujeres francesas en torno a la promesa del celibato incondicional. 
En 1913, Ly fundó su propio periódico, aunque de corta duración, Le Combat féministe, organe du mouvement féministe arrilyst, en el que reforzó las ideas expresadas en “Vive 'Mademoiselle!'” y declaró la guerra a las relaciones sexuales entre hombres y mujeres.  En el primer número, publicado en 1913, Ly habló de la capacidad de las mujeres como militantes y delineó su impulso por la virginidad perpetua como un asalto políticamente motivado a la sexualidad masculina. 

### Influencia religiosa
Aunque Ly se identificó públicamente como atea, la influencia duradera de su educación ultracatólica y su sorprendente descubrimiento de las relaciones sexuales entre hombres y mujeres fue evidente en su tratamiento de otras feministas francesas y en muchos de sus escritos.   Ly a menudo se mostraba públicamente antagónica con sus compañeras feministas francesas a quienes consideraba sexualmente inmorales.  Por ejemplo, acuñó el término "femellistes" para categorizar y avergonzar públicamente a las feministas que creía que utilizaban el atractivo sexual para obtener apoyo para su causa.  Y, en sus desacuerdos con otras feministas francesas, Ly a menudo centró sus argumentos en acusaciones de conducta sexual inapropiada en lugar de diferencias políticas específicas. Además, en 1911, Ly solicitó que las mujeres de su grupo feminista, Le Combat féministe, completaran una encuesta sobre sus actividades sexuales personales para asegurarse de que cumplían con su modelo de comportamiento sexual apropiado.  Actuando en contra del consejo de su colega, Anne Léal, Ly enajenó a sus compañeras feministas que estaban principalmente preocupadas por lograr el derecho al voto y no estaban de acuerdo con sus estrictas ideas sobre la pureza femenina. 
Muchos de sus lectores percibieron la influencia del catolicismo en sus escritos e ideas, caracterizando sus opiniones sobre el matrimonio y la sexualidad como producto de intensas tensiones psicológicas.   Un crítico sugirió que sus escritos probablemente estuvieron influenciados por una experiencia personal traumática y podrían ser un recuento disfrazado de su propia experiencia con el abuso sexual.  Sin embargo, Ly, que tenía veintinueve años en ese momento, rechazó esta idea y declaró con orgullo su compromiso continuo con la virginidad perpetua.  Adoptando una perspectiva similar, pero menos personal, un periodista argumentó que el rechazo de línea dura de Ly hacia las relaciones sexuales no era tan subversivo como parecía cuando se lo entendía dentro del marco del catolicismo.  La periodista entendió que sus puntos de vista sobre el celibato eran una reacción a la crueldad de la educación católica y las tortuosas nociones de pureza femenina que se transmitían a las jóvenes católicas.  Otros miembros del público francés vincularon de manera similar el desdén de Ly por las relaciones sexuales con el catolicismo y argumentaron que aunque muchas de sus ideas eran demasiado extremas para ser aceptadas en general, muchas mujeres resonaban con su mensaje subyacente debido a una educación católica comparable. 

### Reacciones en el contexto de la Francia de principios delsigloXX

#### El problema de la población
Las preocupaciones sobre el problema demográfico en la Francia de principios del siglo XX influyeron en la configuración del movimiento feminista francés y en la respuesta del público al impulso de Ly de un celibato permanente. El feminismo llegó a estar profundamente entrelazado con las preocupaciones por la despoblación y el crecimiento del nacionalismo francés durante la Tercera República, y las tres cuestiones desempeñaron un papel fundamental para llevar la cuestión de la mujer al primer plano del discurso político francés.   De 1850 a 1910, el crecimiento demográfico de Francia quedó muy por detrás del de las potencias vecinas, a saber, Alemania y Gran Bretaña .  Durante este período, la población francesa aumentó de 35,7 a 39,1 millones, en comparación con el aumento de Alemania de 33,4 a 58,4 millones.  La pérdida de Francia en la guerra franco-prusiana de 1870 y la posterior anexión de Alsacia-Lorena subrayaron para el país los peligros de la crisis demográfica y la consiguiente disminución de la fuerza militar nacional. 
Inmediatamente después de la guerra franco-prusiana, las mujeres francesas fueron consideradas la fuente del problema demográfico, acusadas de evitar el embarazo y de no cuidar adecuadamente a los bebés.  Como resultado, las feministas francesas de finales del siglo XIX y principios del XX fueron sensibles al papel de la crisis demográfica en la configuración de las respuestas públicas a su causa. Las posiciones de las principales feministas sobre el sexo y la reproducción reflejaron su alto nivel de preocupación por abordar el problema demográfico y garantizar el futuro de Francia.  Las feministas tradicionales centraron sus argumentos en la importancia de la fidelidad mutua en los matrimonios.  Argumentaron que los hombres casados deberían contener sus impulsos sexuales de la misma manera que se espera que lo hagan las mujeres casadas, en lugar de satisfacer sus deseos participando regularmente en actividades sexuales con prostitutas. Las preocupaciones por la despoblación hicieron que muchos miembros del público interpretaran la campaña contra el matrimonio de Ly y su impulso por la virginidad perpetua como potencialmente una traición.  Además, la amenaza percibida de los argumentos de Ly se vio amplificada aún más por ansiedades más amplias sobre el movimiento feminista y el posible declive del modelo de maternidad.  Incluso entre otras feministas radicales, como Madeleine Pelletier, sus argumentos fueron frecuentemente etiquetados como irrazonables en el contexto de la crisis demográfica de Francia. 

#### El culto a la feminidad
Las campañas de Ly contra las relaciones sexuales y el matrimonio entre hombres y mujeres pueden entenderse además como una respuesta radical a las ideas perpetuadas por el culto a la feminidad, popular en Francia en la década de 1870.  Basado en las percepciones públicas de la necesidad de Francia de competir social y económicamente con otros países industrializados, el culto enfatizaba la responsabilidad de las mujeres de dedicar todas sus energías a la tarea de crear y criar a la próxima generación de Francia.  Rechazando las demandas del culto a la feminidad, Ly propuso la virginidad permanente y la soltería como vías para proporcionar autonomía sexual y política a las mujeres. 

#### El debate igualdad versus diferencia
A lo largo de principios del siglo XX, el movimiento feminista francés estuvo marcado por una división constante entre las feministas que defendían un enfoque del activismo centrado en la feminidad y las que no.  Comúnmente conocido como el debate entre igualdad versus diferencia, las mujeres francesas estaban preocupadas por la cuestión de si la feminidad y la condición de mujer podían preservarse, o si los llamados a la igualdad exigían necesariamente que las mujeres se volvieran más similares a los hombres.  La mayoría de las feministas tradicionales intentaron contrarrestar las críticas de que el feminismo representaba un abandono de la condición de mujer, argumentando que la búsqueda de la igualdad no requería que las mujeres adoptaran características masculinas. 
La influencia de este debate fue notable en las correspondencias entre Arria Ly y su amiga íntima y compañera feminista radical y periodista, Madeline Pelletier .   Pelletier, directora de La Suffragiste, un periódico feminista militante, y Ly fueron frecuentemente distinguidas de las principales feministas francesas de principios del siglo XX y reconocidas por sus puntos de vista más radicales.  Las dos mujeres se enviaban cartas periódicamente, compartiendo ideas y dándose consejos.  Sin embargo, Pelletier y Ly mantuvieron posiciones diferentes sobre el debate igualdad versus diferencia.  Pelletier fue reconocida por su controvertido rechazo a la feminidad, alentando a las mujeres a adoptar características y comportamientos masculinos para lograr la igualdad.  Ly, por otro lado, prefería un enfoque centrado en la feminidad y a menudo hablaba del valor inherente y los méritos únicos de la feminidad. 
En 1908, por ejemplo, Ly escribió una carta abierta a Pelletier en la que elogiaba a La Suffragiste y al mismo tiempo criticaba el uso que hacía Pelletier de títulos profesionales masculinos, incluidos "Docteur" y "Rédacteur".  Para Ly, la adopción de títulos masculinos serviría para colocar a las jóvenes profesionales a la sombra de los profesionales masculinos.  Ly argumentó que el uso de versiones femeninas de los títulos tradicionalmente masculinos era un paso necesario para reconocer adecuadamente el valor inherente de estas jóvenes, separadas de la influencia de los hombres.  Ly, por lo tanto, alentó a Pelletier a abandonar el uso de "Docteur" y "Rédacteur" y en su lugar adoptar "Doctoresse" y "Rédactrice" para evitar las connotaciones misóginas sugeridas por los títulos masculinos. Años más tarde, en 1933, Pelletier publicó un libro, La Femme vierge, en el que defendía que las mujeres abandonaran todas sus características femeninas convencionales y, en cambio, adoptaran como propias las conductas, tendencias y normas sociales masculinas.  En una carta a Pelletier, Ly expresó su oposición a esta posición.  De acuerdo con el enfoque centrado en la feminidad, Ly argumentó que la feminidad tiene un valor inherente separado del masculino y postuló que para las mujeres adoptar características masculinas es admitir que el hombre es superior a la mujer. 

### Participación en la política
Arria Ly fue una de las ocho mujeres que declararon su candidatura a cargos legislativos en las elecciones celebradas en la primavera de 1910.  Ly, que se postuló en Toulouse, estuvo acompañada de mujeres como Madeleine Pelletier, que se postuló en París, y Elisabeth Renaud, que se postuló para el escaño de l'Isère.  También se presentaron a las elecciones las líderes de la Union Française pour le Suffrage des Femmes (UFSF), Jeanne Schmahl y Marguerite Durand.  La UFSF, una organización estrechamente afiliada a la Alianza Internacional por el Sufragio Femenino, fue fundada por Schmahl en 1909 para luchar por el derecho de las mujeres a votar en las elecciones municipales y regionales. 
Sin embargo, su decisión de postularse fue criticada por otras feministas.  En una reunión pública celebrada en marzo de 1910, que reunió a cinco organizaciones pro-sufragio, una de las oradoras, Hubertine Auclert, argumentó que las acciones de Ly y las otras mujeres candidatas a cargos públicos, especialmente las líderes de la UFSF, estaban obstaculizando la unificación del movimiento feminista. 

#### Tratamiento de las mujeres lesbianas.
A pesar de la naturaleza radical de sus ideas feministas, Madeleine Pelletier y Arria Ly no fueron particularmente progresistas en sus actitudes hacia las mujeres lesbianas.  A Ly y otras feministas radicales les preocupaba que asociarse con lesbianas debilitara la aceptación de sus propias ideas, dado el desdén público por el lesbianismo.  Como resultado, evitaron toda asociación con lesbianas y las caracterizaron como enemigas de las mujeres heterosexuales. 

## El asunto Ly-Massat de 1911

### Contexto
Después de la publicación inicial en 1911 del controvertido artículo de Ly, “Vive 'Mademoiselle!'”, el artículo se reimprimió más tarde en un periódico semanal socialista radical, Le Rappel de Toulouse.  Su artículo fue publicado junto con una carta escrita por el periodista Louis Casalé que sugería que los argumentos de Ly a favor del celibato incondicional servían como prueba de su lesbianismo.  El escrito de Casalé, publicado originalmente en el Toulouse Reporter, otro periódico socialista radical, atribuyó la naturaleza extrema del llamado de Ly al celibato a su propia personalidad corrupta.  Casalé argumentó que Ly albergaba odio hacia los hombres porque nunca se interesaron por ella y, a su vez, se convirtió en lesbiana.  En respuesta, Ly acusó a Prudent Massat, editor en jefe de Le Rappel de Toulouse, de violar su honor al reimprimir la carta de Casalé.  Ella aprovechó el incidente como una oportunidad para rechazar el código de honor de la belle époque centrado en los hombres y desafió a Massat a duelo. 

### Rebelión contra el código de honor de la Belle Époque centrado en los hombres
En el siglo XIX y principios del XX, el código de honor centrado en los hombres y las ideas propuestas por el movimiento feminista de clase media estaban en desacuerdo entre sí.  Las mujeres fueron excluidas del código de honor y de las prácticas asociadas, como el duelo, debido a la aceptación general de las diferencias fisiológicas entre hombres y mujeres.  La perpetuación de estas nociones se basó en las percepciones públicas del físico masculino y de la capacidad de los hombres para la violencia física.  Debido a que el código de honor prohibía a las mujeres defender físicamente su propio honor, la responsabilidad recayó en los miembros masculinos de la familia.  Las preocupaciones en torno al honor de una mujer casi siempre estaban ligadas únicamente a su virtud sexual. 
Arria Ly se opuso activamente a las caracterizaciones populares de las mujeres como seres frágiles, incapaces de formarse opiniones propias y defenderse.  Ella entendió la necesidad de desviar la atención del cuerpo femenino y por lo tanto centró su retrato de la feminidad en la autonomía personal y el libre albedrío en lugar de las funciones biológicas.  En su postura sobre la virginidad, por ejemplo, Ly enfatizó que tener relaciones sexuales con hombres impedía que las mujeres lograran independencia psicológica, permitiendo que la reputación sexual de una mujer determinara su honor. 
En el asunto Ly-Massat, las acciones de Ly demostraron el potencial de las mujeres para violar con éxito el código de honor de la belle époque y defender su honor público.  Después de que Ly acusó a Massat de atacar su honor y lo desafió públicamente a un duelo, Massat sugirió que Ly reclutara a un hombre para que la sustituyera en el campo de duelo.  Ly respondió a esta sugerencia invirtiendo las nociones de masculinidad del código de honor sobre Massat, argumentando que él no poseía la valentía para resolver su disputa en el campo de duelo.  En una declaración publicada en un periódico democrático de Toulouse, sugirió que como Massat la entendía como una oponente formidable, estaba demasiado asustado para enfrentarla directamente.  Además, argumentó que su sugerencia de conseguir la ayuda de un hombre se basaba en su comprensión de que una feminista orgullosa, como ella, nunca haría tal concesión y, por lo tanto, era una táctica para evitar confrontarla por completo. 
En respuesta a las críticas públicas de Ly, Massat continuó rechazando su desafío y en su lugar organizó una manifestación pública para oponerse a su postura contra el matrimonio.  Ly respondió apareciendo en la sala de reuniones de Toulouse para enfrentarse directamente a Massat.  Frente a las más de mil personas que asistieron a la reunión, Ly abofeteó a Massat dos veces en la cara.  De acuerdo con el código de honor de la belle époque, la agresión premeditada de Ly tenía como objetivo obligar a Massat a aceptar su duelo.  Las noticias de sus agresivas acciones públicas llegaron a audiencias mucho más allá de la región sur de Francia, recibiendo cobertura tanto de los periódicos parisinos como de Midi.  Y, aunque Massat todavía no aceptó la solicitud de Ly de un duelo, sus agresivas acciones públicas exigieron una respuesta.  Massat optó por responder con una carta pública disculpándose por la publicación de la carta de Casalé en su periódico, Le Rappel de Toulouse.

## Percepción pública

### Respuestas al asunto Ly-Massat
El rechazo de Arria Ly al código de honor de la belle époque en el asunto Ly-Massat provocó debates más amplios sobre la naturaleza de género del código de honor.  Sus acciones inspiraron esfuerzos para remodelar los conceptos del honor femenino, ya no permitiendo que el honor de una mujer esté arraigado únicamente en la maternidad y la virtud sexual.  En cambio, muchas mujeres francesas esperaban imponer un código de honor neutral en cuanto al género. 
En la reunión del ayuntamiento de Toulouse del verano de 1911, durante la cual Ly se enfrentó directamente a Massat, hubo una variedad significativa en las respuestas de la audiencia.  Un asistente, Monsieur Lux, cuestionó la posición de Massat argumentando que su respuesta al artículo de Ly debería haberse centrado en elaborar contraargumentos razonables en lugar de apuntar a Ly personalmente y atacar su virtud sexual.  Aunque Lux declaró directamente que personalmente no estaba de acuerdo con las posturas de Ly sobre el matrimonio y la abstinencia, expresó su apoyo a sus esfuerzos por infiltrarse en el sistema de honor masculino.  Sus desafíos fueron secundados por mujeres del público que exigieron saber por qué Massat consideraba apropiado lanzar ataques personales contra Ly. El asunto Ly-Massat, que convirtió a Ly en una celebridad del movimiento feminista francés, resonó con particular fuerza entre las muchas mujeres de la Francia de principios del siglo XX que trabajaban para crear oportunidades para sí mismas en profesiones tradicionalmente dominadas por los hombres. Otras feministas tradicionales defendieron la disculpa de Massat como una victoria para las escritoras que eran frecuentemente insultadas por sus colegas masculinos en la prensa y que tradicionalmente carecían de vías para defenderse. 

#### Respuestas de la prensa francesa
A principios del siglo XX, la prensa francesa estaba principalmente preocupada por defender el honor del periodismo como campo y repudiar las caracterizaciones comunes del siglo XX de los reporteros como difamadores. En línea con estos esfuerzos, muchas publicaciones francesas respondieron al asunto Ly-Massat apoyando la defensa de Ly de su derecho a la integridad periodística.  Coincidiendo con las declaraciones de Monsieur Lux, algunas publicaciones argumentaron que tanto Massat como Casalé no cumplieron con los estándares periodísticos en sus respuestas a Ly al optar por ataques personales en lugar de abordar directamente los argumentos articulados en su artículo.  Algunas publicaciones conservadoras utilizaron el asunto para comentar de manera más general las formas en que la naturaleza de género del código de honor chocaba con los valores y prácticas republicanos.  Otras publicaciones centraron su atención en los ataques de Ly a la masculinidad de Massat.  Un periódico republicano parisino, por ejemplo, se burló de Massat por su anticuado recurso a nociones de valentía masculina al negarse a confrontar a Ly.  La publicación de izquierda L'excelsior destacó el coraje de Ly y apoyó su derecho a defenderse en un duelo. 

## Muerte
Ly murió el 19 de diciembre de 1934.  Ly, que tenía 53 años en ese momento, perdió a su madre en abril de 1934.  Como esa pérdida la pesaba, informó a varios confidentes cercanos de su intención de suicidarse.  Para prepararlo, recopiló todos sus escritos y aseguró su preservación en un archivo.  Ly intentó suicidarse por primera vez el 31 de octubre de 1934 cuando saltó al agua helada del Mar Báltico cargando las cenizas de su madre.  Sin embargo, su intento fracasó cuando un transeúnte la sacó del agua.  El segundo y último intento de Ly se produjo inmediatamente después de que le dieran el alta del hospital.  Llevando las cenizas de su madre, saltó desde un edificio de 16 pisos en Estocolmo y murió al caer. 

## Legado
Las ideas de Ly son únicas por su perfecto entrelazamiento de preocupaciones relacionadas con el yo, el sexo y la política.  Aunque su conceptualización de la virginidad perpetua y sus argumentos contra el matrimonio no fueron bien recibidos en el contexto de la crisis demográfica de Francia, sus posturas radicales y su comportamiento agresivo en el asunto Ly-Massat la distinguieron de las feministas tradicionales y provocaron debates más amplios que resaltaron los temores en torno al crecimiento. de una población de mujeres solteras de clase media en Francia.  Las ideas de Ly continuaron resonando en oleadas posteriores de feminismo radical, influyendo en activistas como Simone de Beauvoir, Kate Millett y Catharine McKinnon. 